# 奥里将建
奥里 将建（おくざと しょうけん、1888年（明治21年）5月18日 - 1963年（昭和38年）12月29日）は、日本の国語学者。

## 人物
明治21年5月18日生まれ。沖縄県出身。沖縄、神戸で約30年間において教師を務める。日本上代語から琉球方言まで研究領域を拡げ、「院政貴族語と文化の南展」「日本語系統論」などを著した。昭和38年12月29日死去。75歳。
1965年4月、氏の旧蔵資料の大半を占める4600余冊が購入寄贈として受け入れられた。同文庫の特色は、国語国文学および方言関係資料である。

## 著書
- 『琉球人の見た古事記と万葉』青山書店、1926年6月。NDLJP:1019949。
  - 「琉球人の見た古事記と万葉」『古事記への眼差し』三浦佑之編・解説（復刻版）、クレス出版〈古事記研究叢書 第6巻〉、2011年11月、1-230頁。ISBN 9784877336219。
- 『最新国文学史辞典』大同館書店、1928年9月。
  - 『最新国文学史辞典』吉澤義則監修（復刻版）、日本図書センター〈文芸資料事典Ⅱ 第2巻〉、2003年10月。
- 『詳註口訳 万葉長歌全集』大同館書店、1929年4月。
- 『国語史の方言的研究』賛精社、1933年9月。
- 『国語史の方言的研究』 第2輯、大阪宝文館、1936年7月。
- 『古代語新論』三省堂、1943年8月。
- 『四国の方言』三省堂、1943年8月。
- 『沖縄昔話集 口訳遣老説伝・その他』瑞泉会、1949年5月。
- 『院政貴族語と文化の南展 序説舜天皇は安徳天皇か』三協社、1954年10月。
- 『日本語系統論』日本地名学研究所、1957年6月。
- 『遺稿 沖縄に君臨した平家』大同印刷工業、1966年11月。